# 克洛德玻璃

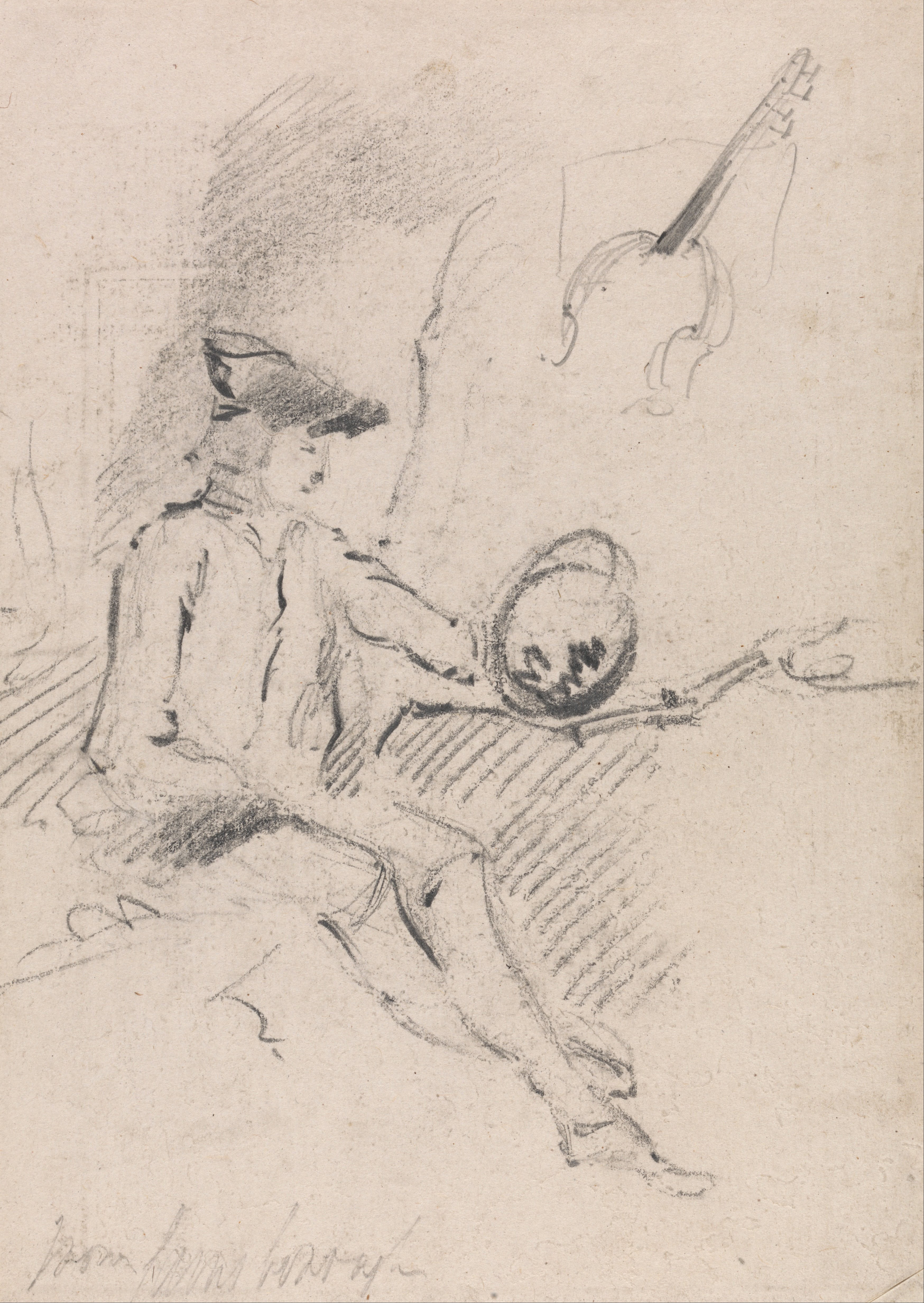
男人拿著克洛德玻璃（托馬斯·庚斯博羅绘）

克洛德玻璃是一個小凸面镜，通常是椭圆形。艺术家們用克洛德玻璃作为創作時的靈感來源。克洛德玻璃的名字來自於克洛德·洛兰。

## 參看
- 投影描绘器
- 暗箱